# Прилагодљива желудачна омча
Прилагодљива желудачна омча једна је од метода у баријатријској хирургији која се заснива на постављању посебне желудачне траке око желуца, како би га механички поделила на два дела и тиме ограничила уношење хране. Сврстава се међу рестриктивне операције јер резултује смањењем капацитет желуца.
Метода се сматра  потпуно реверзибилном јер се после извесног времена врши уклањање омче.
Након уградње омче храна доспева у мањи део желуца (џеп) и изазива ситост много брже него иначе. Након постављања, гастрична трака се пуни физиолошким раствором или ваздухом кроз мали отвор који се поставља испод коже, чиме се подешава проходност желуца. Ова метода нема посебан ризик од оперативних и постоперативних компликација. Пацијент остаје у болници само један дан након операције и по отпусту настављају са нормалним уносом хране, без смањене ресорпције и дигестивних сметњи. Ова метода захтева уклањање петље након одређеног периода, такође хируршки, што је мањи захват. 

## Историја
Баријатријскa хирургијa је у 21. веку постакла једна од опција коју треба размотрити као облик терапије код одраслих пацијената (старости 18-60 година) са тешком гојазношћу (БМИ >40 kg/m² или БМИ >35 kg/m² ако постоје придружени коморбидитети) где су претходни покушаји да се смрша и/или одржи губитак тежине нехируршким техникама неуспешни и у којима постоји расположивост за продужено постоперативно праћење.
У склопу баријатријскa хирургије развијена је метода лапароскопског  постављења прилагодљиве желудачне омче, која је дана постала најпопуларнија рестриктивна баријатријска хируршка интервенција у Европи и  Аустралији, а све више је добила и на популарности и у САД после добијања одобрење Управе за храну и лекове у 2001 године.
Најчешће коришћену подесиву желудачну омчу 1986. године изумео је Лубомир Кузмак, који је ову интервенцију изводи лапароскопским путем. Методу је развио Белачев 1992. године, и до данас је постављено преко 250.00 прилагодљивих желудачних омчи постављене широм света.

## Клинички значај
Гојазност се сада сматра пуноправном болешћу и достигла је размере епидемије, које изгледа да расту. Еволуција баријатријске хирургије и технолошке иновације које су револуционисале ову област нуде потенцијални лек за ове пацијенте. Прилагодљива желудачна омча једна је од операција која је доказала да даје доследне резултате за праве пацијенте.
Није сваки гојазни пацијент добар кандидат за ову операцију, а низ фактора треба узети у обзир пре него што се гојазна особа одлучи за операцију губитка телесне тежине.
Иако постоји ризик од компликација, огромна већина ових пацијената се веома добро осећа и често побеђује болест и њене пратеће знаке и симптоме. Међутим пре интервенција сви кандидати за ову операцију требало би да буду едуковани о овој теми и да их лекари обавесте да и компликација као опција постоји.

## Припрема
Потребно је много планирања да би се осигурао успешан исход за пацијенте који су подвргнути операцији гојазности. Бројни квалификовани медицински стручњаци као што су психијатри/психолози, нутриционисти, лекари опште праксе и социјални радници су саставни део оптимизације пацијената. Пацијенти често похађају групне часове осмишљене да их образују о променама у начину живота којима ће морати да се подвргну и шта могу да очекују пре и после операције. Исхрана и психолошки аспекти операције су подједнако важни као и технички детаљи и физичке промене које операција подразумева. Шестомесечни процес који укључује овај интерпрофесионални тим професионалаца је оно што пацијенти који размишљају о операцији гојазности треба да очекују.

## Индикације и контраиндикације за баријатријску хирургију
Индикације за баријатријску хирургију кодификоване су 1991. године од стране комитета стручњака сазваног под покровитељством National Institute for Health. Ове смернице које су више пута суштински потврђиване укључују следеће смернице:
- Индекс телесне масе БМИ >40 kg/m² (или БМИ >5 кг/м² ако постоји придружени коморбидитет).
- Старост пацијента од 18 до 60 година.
- Гојазност која траје више од 5 година.
- Доказан неуспех претходних покушаја губитка тежине и/или одржавања губитка тежине нехируршким техникама.
- Потпуна доступност за продужено постоперативно праћење.

Операција не мења трајно анатомију желуца и стога је потпуно реверзибилна. Гастрична трака изазива рани осећај ситости што смањује количину унесене хране.

## Процена резултата
Резултати у смислу губитка тежине могу се проценити на око 40-50% вишка тежине. Резултати у смислу губитка тежине дугорочно веома зависе од пацијентовог понашања у исхрани и зато постоји значајан број случајева у којима се дешава повећање телесне тежине након операције.

## Метода
Поступак укључује постављање траке на надувавање (опремљене пнеуматском комором) око горњег дела желуца, у субкардијалном региону, стварајући веома малу проксималну желудачну врећицу (запремине 15–20 ml) која се позиционира ојачаним предње гастро-гастричним шавовима.  Силиконском цевчицом је омча повезана са пнеуматском комором која се завршава резервоаром који се налази поткожно у трбушном зиду и који омогућава перкутано подешавање калибра омче.
Након постављања, гастрична трака се пуни физиолошким раствором или ваздухом кроз мали отвор који се поставља испод коже, чиме се подешава проходност желуца,  односно пречник отвора за повећање или смањење брзине проласка хране из горње коморе у тело желуца.
Овим поступком изазива се осећај ситости који је изазван надимањем желудачне кесе која  доводи до прекомерног уноса оброка, и самим тим и смањења унос калорија. 
Пацијенти такође пријављују и продужену ситост после оброка, што смањује њихов унос калорија, иако су значајно смањили унос енергије. Механизам по коме се ово дешава још увек није схваћено.
Постављање траке траје 30-60 минута, са стопом конверзије од око 1%. Пацијенти после интервенције остају у болници око 24 сата и након тога се врачају нормалим  ктивности у року од 1 недеље.

## Компликације
Озбиљне оперативне компликације су веома ретке (0,2%), а оперативни морталитет веома низак (<0,1%). Компликације специфичне за процедуру укључују:
- клизање омче  (3%), (хернија желуца изнад омче) може изазвати делимичну или потпуну опструкцију желуца, и  често захтева хируршку корекцију.
- искључењем порта и/или катетера са губитком заптивке,
- дилатација једњака,
- дилатација желудачне кесице,
- миграција омче  унутар желуца (<1%).